# Karuvaara
Karuvaara är en kulle i Finland.   Den ligger i den ekonomiska regionen  Fjäll-Lappland  och landskapet Lappland, i den norra delen av landet, 900 km norr om huvudstaden Helsingfors. Toppen på Karuvaara är 412 meter över havet.
Terrängen runt Karuvaara är huvudsakligen platt.  Trakten runt Karuvaara är nära nog obefolkad, med mindre än två invånare per kvadratkilometer. Det finns inga samhällen i närheten. Omgivningarna runt Karuvaara är i huvudsak ett öppet busklandskap.